# Gregory C. Johnson
Gregory Carl « Ray J » Johnson est un astronaute américain né le 30 juin 1954. Il a été sélectionné pour devenir astronaute par la Nasa en 1998.

## Vol réalisé
- Atlantis STS-125, lancée le 11 mai 2009 : 5e et dernière mission de maintenance du télescope spatial Hubble où il a officié en tant que pilote.